# Ева Каили
Ева Каили (грч. Εύα Καϊλή; Солун, 26. октобар 1978) грчка је политичарка. Од 2014. врши функцију народне посланице Европског парламента, док је такође била и потпредседница Европског парламента све док није ухапшена и оптужена за корупцију у децембру 2022. године. Претходно је била народна посланица Хеленског парламента и новинарка за грчки Mega Channel.

## Детињство, младост и образовање
Студирала је архитектуру и грађевинарство на Аристотеловом универзитету у Солуну. Студије је наставила на Универзитету у Пиреју где је 2008. године стекла диплому мастера из области међународних и европских послова. Од 2014. докторирала је из међународне економске политике на Универзитету у Пиреју, али од 2022. године тек треба да заврши студије.

## Приватни живот
Удата је за политичара Франческа Ђорђија. Године 2020. добили су ћерку.

## Оптужбе за корупцију и хапшење
Федерална полиција Белгије је 9. децембра 2022. ухапсила Каилијеву након истраге о организованом криминалу, корупцији и прању новца у вези са лобирањем за подршку Катару. Код њеног оца након хапшења пронађен је кофер готовине, а код ње су у кући пронађене кесе новца. Истог дана суспендована је и из Групе социјалиста и демократа са којима седи у Европском парламенту, као и странке Напредни савез социјалиста и демократа. Током рација истражитељи су пронашли преко 600.000 евра у готовини.